# A Hatful of Rain
A Hatful of Rain is een Amerikaanse dramafilm uit 1957 onder regie van Fred Zinnemann. De film werd destijds in Nederland uitgebracht onder de titel Narcotica.

## Verhaal
John Pope heeft gevochten in Korea. Daar is hij in een veldhospitaal verslaafd geraakt aan morfine. Terug in de Verenigde Staten krijgt hij door zijn verslaving problemen met zijn zwangere vrouw en met zijn vader.

## Rolverdeling
| Acteur               | Personage     |
| -------------------- | ------------- |
| Don Murray           | Johnny Pope   |
| Eva Marie Saint      | Celia Pope    |
| Anthony Franciosa    | Polo Pope     |
| Lloyd Nolan          | John Pope sr. |
| Henry Silva          | Moeder        |
| Gerald S. O'Loughlin | Chuch         |
| William Hickey       | Apples        |
| Paul Kruger          | Barman        |
| Ralph Montgomery     | Toeschouwer   |
| Michael Vale         | Taxichauffeur |
| Art Fleming          | Jack          |